# Chosen Family
Chosen Family是香港女子組合COLLAR於2024年3月27日通過大國文化集團發行的第11首單曲。

## 製作
Chosen Family由Goro Wong作曲和編曲，Goro Wong和謝國維監製，黃偉文作詞。歌曲時長3分53秒，以D#小調創作，每分鐘156拍。

## 派台成績

### ViuTV Chill Club推介榜 走勢
合共上榜4周。
| 周次     | 第21周  | 第22周  | 第23周 | 第24周 |
| 放榜日期 | 5月19日 | 5月26日 | 6月2日 | 6月9日 |
| 榜上位置 | 10      | 5       | 3      | 1      |
| -------- | ------- | ------- | ------ | ------ |